# اردوگاه النبطیه

اردوگاه النبطیه

اردوگاه النبطیه (عربی: مخيم النبطية) یکی از اردوگاه‌های پناهندگان فلسطینی ویران شده در لبنان می‌باشد.

## موقعیت
این اردوگاه در سال ۱۹۶۵ بر مساحتی بالغ بر ۱۳هزار مترمربع روی یک ارتفاع در سه کیلومتری غرب شهر النبطیه در جنوب لبنان تأسیس شد. اکثر ساکنان این شهر از منطقه الحوله در فلسطین به‌طور خاص از روستاهای «الخالصه و الناعمه و قیطیه و عین الزیتون و الزویه و الزوق التحتانی و الزوق الفوقانی و لزازه و صلحه و هونین و سحماتا» هستند. جمعیت این کمپ بالغ برای ۵۰۰۰ نفر تخمین زده شده بود.

## تاریخچه
اردوگاه النبطیه در شروع سال ۱۹۶۹ با بمبارانهای هوایی متعدد دچار آسیب‌هایی شده بود و برخی مواضع فداییان فلسطینی در اردوگاه مورد هدف قرار گرفته بودند. اولین بمباران زمانی صورت گرفت که یاسر عرفات رهبر فلسطینیان در حال برگزاری نشستی با فرمانده‌هان جنبش فتح در مقرش در این اردوگاه بود. در سالهای متمادی این اردوگاه در معرض بمبارانهای هوایی قرار گرفته بود که آسیب‌های جزئی دیده بود. در سال ۱۹۷۴ از سوی جنگنده‌های اسراییلی به‌طور کامل ویران و نابود شد. بعد از این بمباران ویران کننده ساکنان این کمپ در مناطقی از جمله اردوگاه «تل الزعتر» و اردوگاه «البداوی» در شمال لبنان و «شحیم» در شهرستان «الشوف» و علاوه بر اینها در مناطق «صیدا» و اردوگاه «عین الحلوه» و شهر «النبطیه» توزیع شدند.